# The Essential Jimi Hendrix
The Essential Jimi Hendrix (Vol. 1) kompilacija je s najvećim hitovima američkog glazbenika Jimija Hendrixa, objavljena u srpnju 1978. godine od izdavačke kuće Ember Records.
Neki od Hendrixovih hitova nisu uvršteni u ovu kolekciju, već se pojavljuju na Volumenu 2 iz 1979. godine. Album je izdan kao dvostruko LP izdanje, dok su na CD-u uvrštene sve pjesme s Volumena 1 i 2. Pjesme koje se nalaze na kompilaciji objavljene su na albumima  Are You Experienced, Axis: Bold as Love, Electric Ladyland, The Cry of Love, Rainbow Bridge, War Heroes.

## Popis pjesama
| 1. | »Are You Experienced?« (Are You Experienced)     |  | 4:07 |
| 2. | »Third Stone From The Sun« (Are You Experienced) |  | 6:37 |
| 3. | »Purple Haze« (Are You Experienced)              |  | 2:47 |
| 4. | »Little Wing« (Axis: Bold as Love)               |  | 2:24 |
| 5. | »If 6 Was 9« (Axis: Bold as Love)                |  | 5:32 |

| 1. | »Bold As Love« (Axis: Bold as Love)                |  | 4:08 |
| 2. | »Little Miss Lover« (Axis: Bold As Love)           |  | 2:20 |
| 3. | »Castles Made of Sand« (Axis: Bold As Love)        |  | 2:45 |
| 4. | »Gypsy Eyes« (Electric Ladyland)                   |  | 3:39 |
| 5. | »Burning Of The Midnight Lamp« (Electric Ladyland) |  | 3:35 |
| 6. | »Voodoo Chile (Slight Return)« (Electric Ladyland) |  | 5:08 |

| 1. | »Have You Ever Been (to Electric Ladyland)« (Electric Ladyland) |  | 2:11 |
| 2. | »Still Raining, Still Dreaming« (Electric Ladyland)             |  | 4:22 |
| 3. | »House Burning Down« (Electric Ladyland)                        |  | 4:33 |
| 4. | »All Along the Watchtower« (Electric Ladyland)                  |  | 4:00 |
| 5. | »Room Full of Mirrors« (Rainbow Bridge)                         |  | 3:16 |
| 6. | »Izabella« (War Heroes)                                         |  | 2:51 |

| 1. | »Freedom« (The Cry of Love)     |  | 3:24 |
| 2. | »Dolly Dagger« (Rainbow Bridge) |  | 4:43 |
| 3. | »Stepping Stone« (War Heroes)   |  | 4:11 |
| 4. | »Drifting« (The Cry of Love)    |  | 3:46 |
| 5. | »Ezy Ryder« (The Cry of Love)   |  | 4:09 |

## Izvođači
- Jimi Hendrix – električna gitara, vokal
- Noel Redding – bas-gitara, prateći vokal
- Mitch Mitchell – bubnjevi
- Buddy Miles – bubnjevi u skladbama "Still Raining, Still Dreaming", "Room Full of Mirrors" i "Ezy Ryder"

## Vanjske poveznice
- Discogs.com - Recenzija albuma